# Личное имя фараона
Личное имя давалось фараону при рождении и являлось одним из пяти имён царского титула в Древнем Египте.
Самому имени предшествовал заголовок «Сын Ра», написанный иероглифом утки («за»), который являлся омонимом для слова, означающего «сына» («за»), совмещённым с иероглифом солнца, символом Ра, солнечного божества. Впервые подобное обозначение было введено для царских титулов при Четвёртой династии, подчеркивая значение фараона как представителя солнечного бога. Для женщин-фараонов, титул интерпретировался также как «Дочь Ра».
Современные историки, называя фараонов Древнего Египта их личным именем, добавляют ординалы (например, «II», «III»), чтобы различить разных людей, носящих одно и то же имя.